# سكيري
السكيري أو الخميرة أو السكيراء (الاسم العلمي: Saccharomyces) هو جنس من الفطريات يتبع فصيلة السكيرية من رتبة السكيريات. (Saccharomyces) هي كلمة يونانية من قسمين σάκχαρ (السكر) وμύκης (فطر) و تعني فطر السكر. وتعتبر العديد من أعضاء هذا جنس مهم جدا في إنتاج الغذاء، كما هو معروف خميرة الجعة أو خميرة الخباز. فهي وحيدة الخلية والفطريات رمام . مثال واحد هو خميرة الخباز، والذي يستخدم في صنع النبيذ، الخبز، والبيرة، الأعضاء الآخرين في هذا جنس تشمل السفانية الخباز، وتستخدم في صنع النبيذ، و boulardii الخباز، وتستخدم في الطب.